# Uma Fada Veio Me Visitar
Uma Fada Veio Me Visitar é um filme de comédia brasileiro de 2023, dirigido por Vivi Jundi e roteirizado por Patrícia Andrade e Thalita Rebouças, baseado no livro homônimo de Rebouças. O filme é estrelado por Xuxa Meneghel e Antonia Périssé e conta a história de uma fada que vem à Terra para ajudar a vida de uma adolescente que está em crise. O elenco conta ainda com as atuações de Dani Calabresa, Lívia Inhudes, Zezeh Barbosa, Fernanda de Freitas e Denise del Vecchio nos demais papéis principais.
Produzido pela Rubi Produtora, Uma Fada Veio Me Visitar foi lançado nos cinemas do Brasil em 12 de outubro de 2023, simbolizando o Dia das Crianças. O filme não alcançou o sucesso de bilheteria esperado, arrecadando apenas R$ 899 mil em seu final de semana de estreia. O filme obteve uma morna recepção pela especializada, que o considerou didático demais mas elogiou o retorno de Xuxa ao mundo cinematográfico.

## Enredo
Luna (Antonia Perissé) estava preocupada com o seu futuro, a mãe já havia avisado: mais uma nota ruim e nada de festas, cinema, praia, shopping, televisão ou computador por tempo indeterminado. Os dias não estavam sendo nada fáceis para esta menina, mas ela não podia imaginar o que a esperava naquela noite fora interrompida pela inusitada visita de uma fadinha espevitada que usava um vestido que a fazia parecer saída do filme Grease, Nos Tempos da Brilhantina. Com muito esforço, algumas doses de magia e diálogos impagáveis, a simpática Tatu (Xuxa) conquista a confiança de Luna. E um mundo de descobertas incríveis tem início. A missão de Tatu, na verdade, era dar uma mãozinha a uma certa Lara Amaral (Vitória Valentim), que estava prestes a passar por um grande problema, mas para isso a fada precisaria da ajuda de Luna. O problema é que a tal Lara era simplesmente a menina mais metida do colégio, e ainda por cima havia ficado com o fofo do Pedro Maia (Lucas Burgatti).

## Elenco[2]
- Xuxa como Tatu
- Antonia Périssé como Luna
- Dani Calabresa como Faducha
- Zezeh Barbosa como Fadona
- Lívia Inhudes como Fadagiária
- Thalita Rebouças como Fada Cataloguista
- Denise Del Vecchio como Nazaré
- Henrique Camargo como Leo
- Vitória Valentim como Lara Amaral
- Fernanda de Freitas como Marcela
- Lucas Burgatti como Pedro Maia
- Tatsu Carvalho como Otávio
- Robson Caetano como Pai de Lara
- Anna Lima como Mãe de Lara
- Camila Loures como Milena
- Manuela Kfouri como Bia Baggio

## Produção

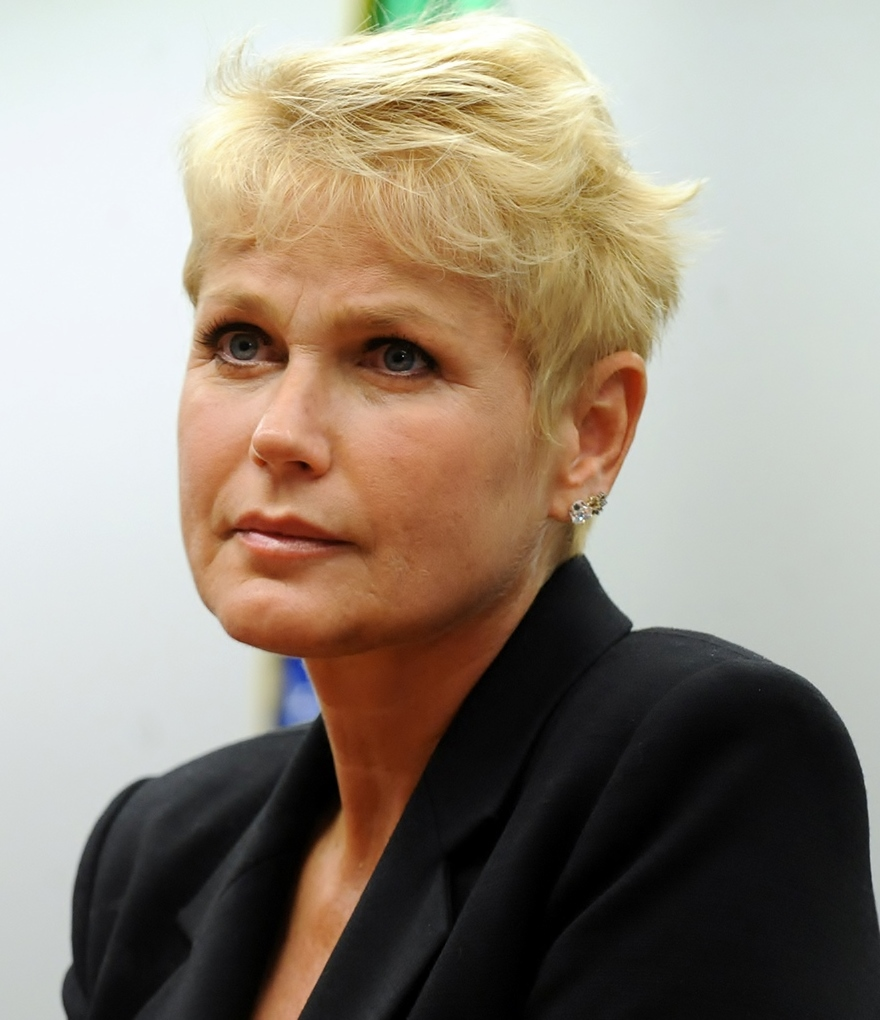
O filme marca o retorno de Xuxa ao cinema após 14 anos afastada.

A produção marca o retorno da cantora e apresentadora Xuxa Meneghel ao cenário cinematográfico, após um hiato de 14 anos, que agora se aventura na adaptação de uma obra da escritora de temática adolescente, Thalita Rebouças, famosa por sua série de livros adaptados ao cinema, como Fala Sério, Mãe!, anteriormente levada às telas com as atrizes Ingrid Guimarães e Larissa Manoela. As filmagens foram concluídas em um estúdio situado em Vargem Grande, no Rio de Janeiro.
No enredo do filme, Xuxa Meneguel transporta os espectadores de volta à efervescente década de 1980, período em que alcançou o ápice de sua carreira. A Rainha dos Baixinhos dá vida a personagens icônicos da época, como Boy George, She-Ra, Madonna, Cindy Lauper e até mesmo Angélica. As envolventes aventuras desenrolam-se ao lado de Antonia Périssé, estreante e filha de Heloísa Périssé, adicionando uma camada especial ao elenco. A iniciativa de conferir protagonismo aos anos 80 partiu da própria Xuxa. Embora o livro original remonte à década de 60, em entrevista à imprensa, Thalita Rebouças revelou ter apreciado a sugestão de Xuxa. A renomada autora, aclamada entre os adolescentes, realizou alterações que sugerem que a narrativa foi adaptada de maneira personalizada para a própria Xuxa.

## Lançamento
Uma Fada Veio Me Visitar teve sua estreia nos cinemas do Brasil numa quinta-feira, 12 de outubro de 2023, em plena data comemorativa de Dia das Crianças, feriado nacional, cujo é o principal público-alvo da obra cinematográfica.

## Recepção

### Bilheteria
O filme não obteve o sucesso esperado. Com apenas três semanas de exibição, muitas salas já retiraram o filme do circuito, e em São Paulo, por exemplo, não haviam mais sessões disponíveis. Na rede UCI, apenas as cidades do Rio de Janeiro e Salvador mantiveram horários de exibição na terceira semana. De acordo com a ComScore, o filme ocupou a décima posição entre os mais assistidos de 12 a 15 de outubro, arrecadando R$ 899 mil em bilheterias, mas posteriormente não figurou na lista dos 10 filmes mais assistidos nos cinemas do país.

### Resposta da crítica
Escrevendo para o portal CinePOP, a crítica Janda Montenegro pontuou que o filme, altamente didático, pode ser utilizado em sala de aula para abordar temas como bullying e propagação do ódio. No entanto, a montagem final, a cargo de Vivianne Jundi, parece omitir cenas cruciais para entender a trama, como a prática efetiva de bullying pela antagonista Lara. A reintrodução de Xuxa ao cenário audiovisual de ficção é o ponto forte do projeto, destacando-se seu carisma mesmo após um longo afastamento. Sua personagem, com uma estética dos anos 80, incorpora referências divertidas a personalidades musicais, proporcionando momentos agradáveis. Apesar disso, a falta de ações claras de Lara pode tornar a narrativa confusa.
Do Estação Nerd, Hiccaro Rodrigues escreveu que ao abordar temas cotidianos da protagonista jovem, como autoestima, popularidade e bullying, o filme muitas vezes cai em momentos de constrangimento, com cenas caricatas e situações forçadas. A criação da personagem popular e sua interação com os outros parece irreal, proporcionando momentos de vergonha alheia. No entanto, as aparições da fada Tatu (interpretada por Xuxa) quebram esse clima estranho, trazendo carisma e referências dos anos 80. Apesar dos constrangimentos em certas partes, Uma Fada Veio Me Visitar consegue ser simpático e divertido em alguns momentos. O destaque do filme é, sem dúvida, a presença da icônica Xuxa, que rouba a cena ao mesclar suas referências e nostalgias com a trama. O filme vale a pena pela presença cativante da "Rainha dos Baixinhos".
Já Marcelo Müller, crítico do Papo de Cinema, disse que o filme apresenta aspectos positivos, destacando-se a atuação descontraída de Xuxa, disposta a fazer piadas de si mesma, e uma abordagem menos angelical de suas personagens cinematográficas usuais. A produção também se destaca por contar predominantemente com uma equipe criativa composta por mulheres, abrindo espaço para temas como rivalidade feminina em um contexto infantojuvenil. No entanto, a execução das ideias deixa a desejar. Ele conclui que apesar da presença de Tatu ser marcada por novidade no figurino e referências, sua relevância para a trama é questionável. A narrativa, em determinado ponto, apresenta transformações abruptas em cenários complexos, conferindo à produção uma aura inocente. Embora temas como o bullying sejam relevantes, sua abordagem no filme é considerada um tanto inocente e simplificada demais, sugerindo uma resolução rápida e fácil para questões que, na realidade, demandam um processo mais profundo. Por outro lado, o filme aborda a necessidade de compreensão e empatia em uma era hiperconectada, destacando a importância de evitar julgamentos precipitados. As intenções são louváveis, mas a realização do filme parece equilibrar-se entre a nostalgia e a consciência, sem atingir plenamente nenhum dos extremos.